# ゴンサロ・ラモス
ゴンサロ・マティアス・ラモス（Gonçalo Matias Ramos、2001年6月20日 - ）は、ポルトガル・オリョン出身のサッカー選手。リーグ・アン・パリ・サンジェルマンFC所属。ポルトガル代表。ポジションはFW。

## クラブ経歴

### 生い立ち
ファーロ県オリョンで生まれたラモスは、2009年に地元クラブのSCオリャネンセのユースチームでキャリアをスタートさせた。2011年にCBロウレに加入した。9歳の時に、スポルティングCPのトライアルを何度か受けたものの体格が小柄であったことから不合格となり、2013年にSLベンフィカのユースチームに加入した。

### ベンフィカ

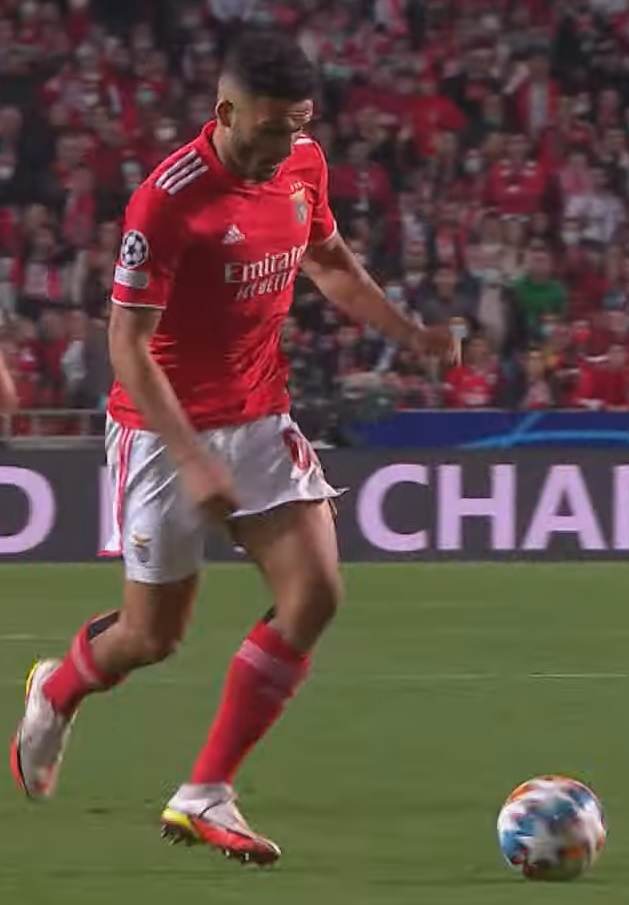
2022年、SLベンフィカでプレーするラモス

2019年1月13日、リーガプロの3-2で敗れたブラガB戦にて、ヌーノ・タヴァレスとの交代でプロデビューを果たした。2019-20シーズンのUEFAユースリーグにも出場し、チームの決勝進出に貢献した。決勝のレアル・マドリード戦では2ゴールを挙げたが、チームは2-3で敗れた。この大会で8得点を記録し、大会得点王に輝いた。
2020年7月21日、プリメイラ・リーガのCDアヴェス戦で、85分にピッツィと代わってピッチインし、ベンフィカでのトップチームデビューを果たした。途中出場ながら、わずか8分間でトップチーム初ゴールを含む2ゴールを挙げて、4-0での勝利に貢献した。10月7日、クラブとの契約を2025年まで延長した。
2020-21シーズンは、Bチームで12試合に出場して11得点を記録するなど好成績を残し、2021-22シーズンからトップチームの監督を務めるジョルジェ・ジェズスによりトップチームでの出場機会を与えられ、UEFAチャンピオンズリーグ予選のスパルタク・モスクワ戦では先発出場して勝利に貢献した。しかし、その後はロマン・ヤレムチュクの加入とダルウィン・ヌニェスが負傷から復帰したことで出場機会は限られ、冬の移籍市場で移籍を模索するようになった。ところが、2022年1月にBチーム時代に指導を受けたネルソン・ヴェリッシモが暫定監督に就任すると、出場機会が増加し、7得点2アシストを記録するなど好調なプレーを見せた。攻撃の様々なポジションをこなすことができ、新監督から高く評価された。4月13日、UEFAチャンピオンズリーグ・ラウンド8のリヴァプール戦2ndレグで、チャンピオンズリーグ初ゴールを挙げた。20歳297日でのゴールは、ベンフィカ史上チャンピオンズリーグ決勝トーナメントで2番目に若い記録となった。
2022年8月2日、UEFAチャンピオンズリーグ予選3回戦のFCミッティラン戦で、初のハットトリックを達成し、4-1での勝利に貢献した。その後も好調で、チャンピオンズリーグのプレーオフのディナモ・キーウ戦2ndレグで新加入のダヴィド・ネレスのゴールをアシストするなど、ダヴィド・ネレスとの連携から2得点2アシストを記録した。11月2日、チャンピオンズリーグ・グループリーグの最終節のマッカビ・ハイファ戦でこのシーズンのチャンピオンズリーグ初ゴールを挙げて、6-1での勝利に貢献した。10月から11月にかけて、リーグ戦5試合で5得点を記録し、リーグの月間最優秀選手と月間最優秀フォワードに選出された。2023年1月15日、スポルティングCPとのダービーマッチで2ゴールを挙げた。これにより、1958年のアントニオ・メンデスに次いでスポルティングCPとのダービーマッチで2得点を記録した史上2番目に若い選手となった。3月7日、チャンピオンズリーグ・ラウンド16のクラブ・ブルッヘ戦で2ゴールを挙げたが、21歳260日での2ゴールは、ポルトガル人としてチャンピオンズリーグ決勝トーナメントで2ゴールを挙げた史上最年少記録となった。4月2日、リオ・アヴェ戦でこの試合の決勝点を記録し、これにより1962-63シーズンのエウゼビオ以来ベンフィカでシーズン公式戦25得点を記録した最も若い選手となった。リーグ最終節のサンタ・クララ戦でもゴールを挙げて、ベンフィカの4年ぶりのリーグ優勝に貢献した。2022-23シーズンは、公式戦で27得点を記録し、リーグ戦では19得点を記録して、得点ランキング2位となった。

### パリ・サンジェルマン
2023年8月7日、パリ・サンジェルマンFCにレンタル移籍した。買取オプションが付帯しており、オプション行使時の移籍金は6500万ユーロとボーナスが最大1500万ユーロと報じられた。また、買取オプションではなく買取義務であるとも報じられた。8月12日、FCロリアン戦で移籍後初出場を果たした。9月24日、オリンピック・マルセイユ戦で途中出場ながら2ゴールを挙げた。これらのゴールの1点目は、移籍後初ゴールであり、リーグ・アンで途中出場から2得点を記録したのは、2020年10月のキリアン・エムバペ以来であった。11月22日、買取オプションが行使され2028年までの契約を結んだ。11月24日、ASモナコ戦では完全移籍後初ゴールを挙げて、5-2での勝利に貢献した。その後、ウイルスに感染して、体重が6キログラム減少し、12月には症状が悪化し入院した。パリ・サンジェルマンは、ベンフィカに協力要請を行い、ベンフィカもこれを受け入れた。このことは、2024年1月19日に監督のルイス・エンリケにより公表された。体調が回復した後は調子を上げ、7試合で5得点を記録した。3月31日のマルセイユ戦では、再び途中出場からゴールを挙げて、勝利に貢献した。その後もコンディションの関係からバックアッパーに役割だったが、公式戦14得点を記録した。クラブは、リーグ・アン、クープ・ドゥ・フランスとトロフェ・デ・シャンピオンの三冠を達成し、チャンピオンズリーグもベスト4に進出した。
2024年8月16日、リーグ開幕戦のル・アーヴル戦で先制点をアシストするも、エティエンヌ・ユーテ・キンクエとの接触で負傷し、途中交代した。11月26日、UEFAチャンピオンズリーグのバイエルン・ミュンヘン戦でブラッドリー・バルコラとの交代で途中出場し、負傷から復帰した。12月10日、レッドブル・ザルツブルク戦で、パリ・サンジェルマンでのチャンピオンズリーグ初ゴールを挙げた。2025年2月19日、チャンピオンズリーグ決勝トーナメント・プレーオフのスタッド・ブレスト戦2ndレグでは、チーム6点目となるゴールを挙げて、7-0での大勝に貢献した。2月26日、クープ・ドゥ・フランス準々決勝のスタッド・ブリオシャン戦では移籍後初めてのハットトリックを達成して、7-0での大勝に貢献した。5月10日、モンペリエHSC戦ではリーグ・アンで自身初のハットトリックを達成した。パリ・サンジェルマンの13回目のリーグ優勝に貢献し、クラブ史上初めてのチャンピオンズリーグ制覇も果たして、三冠を達成した。

## 代表経歴
2022年9月にラファ・シルヴァに変わってポルトガル代表のフル代表に初招集された。11月17日、ナイジェリアとの親善試合でA代表初ゴールを挙げた。
2022 FIFAワールドカップでは、決勝トーナメント1回戦のスイス戦でクリスティアーノ・ロナウドに代わり先発起用され、A代表として初めての先発出場ながらハットトリックを決める活躍で16年振りのベスト8進出に貢献した。

## 代表

### 出場大会
ポルトガル代表
- 2022 FIFAワールドカップ（ベスト8）

### 試合数
- 国際Aマッチ 10試合 7得点（2022年 - ）[52]

| ポルトガル代表 | 国際Aマッチ | 国際Aマッチ |
| 年             | 出場        | 得点        |
| -------------- | ----------- | ----------- |
| 2022           | 5           | 4           |
| 2023           | 5           | 3           |
| 2024           |             |             |
| 通算           | 10          | 7           |

### 得点
| # | 開催日         | 開催地                                       | 対戦国       | スコア | 結果 | 大会                    |
| - | -------------- | -------------------------------------------- | ------------ | ------ | ---- | ----------------------- |
| 1 | 2022年11月17日 | リスボン、ジョゼ・アルヴァラーデ             | ナイジェリア | 3-0    | 4-0  | 親善試合                |
| 2 | 2022年12月6日  | ルサイル、ルサイル・アイコニック・スタジアム | スイス       | 1-0    | 6-1  | 2022 FIFAワールドカップ |
| 3 | 2022年12月6日  | ルサイル、ルサイル・アイコニック・スタジアム | スイス       | 3-0    | 6-1  | 2022 FIFAワールドカップ |
| 4 | 2022年12月6日  | ルサイル、ルサイル・アイコニック・スタジアム | スイス       | 5-1    | 6-1  | 2022 FIFAワールドカップ |

## タイトル

### クラブ
ベンフィカ
- プリメイラ・リーガ : 2022-23

パリ・サンジェルマン
- リーグ・アン : 2023-24, 2024-25
- クープ・ドゥ・フランス : 2023-24, 2024-25
- トロフェ・デ・シャンピオン : 2023
- UEFAチャンピオンズリーグ : 2024-25

### 代表
ポルトガル代表
- UEFAネーションズリーグ : 2024-25

### 個人
- UEFA U-19欧州選手権得点王 : 2019
- UEFAユースリーグ得点王 : 2019-20